# Museo Folklórico Provincial de Tucumán
El Museo Folklórico Provincial Gral. Manuel Belgrano es un museo de San Miguel de Tucumán, Tucumán, Argentina. Se encuentra sobre la calle 24 de septiembre en la residencia donde vivió, durante su enfermedad, el obispo Colombres. Actualmente solo se conserva la mitad oeste de la casa original, existiendo en el sector este el Bar El Molino.

## Historia
Originalmente la casa del actual museo fue construida en 1740 por Felipe Martínez de Iriarte, siendo vendida en 1799 a Antonio Alurralde. Al morir dividió la propiedad para sus hijas en 1804. En 1857 estuvo el obispo José Eusebio Colombres residiendo en el lugar mientras cursaba una enfermedad, falleciendo en 1859.
En 1920 la vivienda casi fue demolida por el gobierno provincial para ampliar la Casa de Gobierno, pero no se llevó a cabo por presión de la sociedad tucumana. Por esta razón en 1929 se lo destinó para el funcionamiento del Museo de la Policía. Este se desempeñó hasta el 26 de octubre de 1943, cuando se inauguró el museo folclórico por Rafael Jijena. En 1941 el museo fue declarado Monumento Histórico Nacional y en 2013 Patrimonio Cultural de la provincia.

## Descripción
El edificio del Museo Manuel Belgrano se extiende sobre 708 m2, de arquitectura colonial. Las piezas del espacio exhiben elementos de la artesanía popular y folclórica provincial y norteña. Los principales objetos son bombos, charangos, anatas, sikus, guitarras de Los Tucu Tucu, Orlando Valladares y Melchora Ávalos; mates, morteros, estribos y una escultura del Misachico de Juan Carlos Iramain. Asimismo dispone de una sala en honor a Mercedes Sosa, mostrando pertenencias de la cantante.